# La Corde au cou (film français, 1965)
Pour les articles homonymes, voir La Corde au cou.
Ne doit pas être confondu avec La Corde au cou (film québécois, 1965).
Pour plus de détails, voir Fiche technique et Distribution.
La Corde au cou est un film français réalisé par Joseph Lisbona et sorti en 1965. Adapté du roman de Jean-Charles Pichon, La Loutre, le scénario portait en premier lieu le même titre.

## Synopsis
Arthur, qui entretient une relation adultère avec Clara, ne supporte plus sa vie de couple jusqu'à devenir obsédé par l'idée d'assassiner sa femme Isabelle. Ses séances chez le psychanalyste restant sans effet, Arthur met son funeste projet à exécution et profite d'une occasionnelle obscurité pour étrangler Isabelle, mais découvre, horrifié, qu'il s'est mépris et a tué Clara. Tous les indices recueillis par la police accusent Isabelle du meurtre. Après de multiples rebondissements, l'enquête révèle que Clara n'a pas été étranglée, mais est morte empoisonnée par une femme jalouse, Hélène, maîtresse du prétendant de Clara.

## Fiche technique
- Titre original : La Corde au cou[3]
- Réalisation : Joseph Lisbona
- Scénario : Joseph Lisbona et Jean-Charles Pichon d'après son roman La Loutre (Éditions Corrêa, 1951)
- Dialogues : Jean-Charles Pichon
- Musique : Piero Piccioni
- Photographie : Charly Willy-Gricha
- Son : René Breteau
- Décors : Max Douy, Pierre Guffroy
- Pays d'origine :  France
- Tournage :
  - Langue : français
  - Période prises de vue : 25 mai au 27 juin 1964
- Producteur : Joseph Lisbona
- Société de production : Lisbon Films (France)
- Sociétés de distribution : Paris Nord Distribution, Rex Oreg, UGC, Les Films Grandvilliers
- Format : noir et blanc — 35 mm — monophonique
- Genre : film policier, comédie dramatique
- Durée : 79 minutes[1]
- Date de sortie :  26 juillet 1965[1]
- Mention CNC : tout public (visa no 28495 délivré le 23 juillet 1965)

## Distribution
- Jean Richard : Arthur
- Dany Robin : Isabelle
- Estella Blain : Hélène
- Magali Noël : Clara
- Félix Marten : Robert
- Louis Arbessier : l'avocat
- Hubert Deschamps : le patron
- Paul Frankeur : l'inspecteur Bruneau
- Claude Mann : Marc
- Jacques Morel : le chauffeur de taxi
- Roger Rudel : l'inspecteur Combes
- Robert Vattier
- Henri Vilbert
- Robert Etcheverry
- Louis Seigner
- Jean Daniel